# 栗原町
栗原町（くりはらちょう）は、広島県御調郡にあった町。現在の尾道市の一部にあたる。

## 地理
- 海洋：瀬戸内海
- 河川：栗原川[1]

## 歴史
- 1889年（明治22年）4月1日、町村制の施行により、御調郡栗原村が単独で村制施行し、栗原村が発足[1][2]。
- 1923年（大正12年）3月1日、町制施行し栗原町となる[1][2]。
- 1929年（昭和4年）から1931年（昭和6年）にかけて、栗原川の河川変更工事を実施[1]。
- 1937年（昭和12年）4月1日、尾道市に編入され廃止[1][2]。

### 地名の由来
次の諸説あり。
1. 神功皇后九州行の際、供人9人が配されて「九人原」と称されたことによる。
2. 『和名類聚抄』に記載の柞原（みはら）は「くはら」と読むとされたことから。

## 産業
- 農業

## 交通

### 鉄道
- 1892年（明治25年）山陽鉄道（現山陽本線）が南端を通過[1]。
- 1925年（大正14年）尾道鉄道が南部に西尾道駅を開設[1]。

## 教育
- 1929年（昭和4年）字三軒屋に共立尾道高等女学校開校[1]。同年、広島県栗原高等女学校、1937年（昭和12年）尾道市立高等女学校となる[1]。

## 町長
- 土屋寛（尾道市に編入後は尾道市長を務めた）